# オリビエ・コウヴィール
オリヴィエ・コウヴィール (仏: Olivier Couvreur、1970年5月23日 - ) は、フランス・ボンディ出身のレーシングドライバー。クーヴィールと表記なされる場合もある。 

## 経歴
コウヴィールは1985年よりフランス・カート選手権に参戦し、1989年にフランス・フォーミュラ・フォード1600で四輪レースデビュー。初年度に優勝1回、ランキング3位と活躍する。1991年にフランス・フォーミュラ・ルノーのチャンピオン、1993年にはフォーミュラ・ルノー・ヨーロピアン・カップのタイトルも獲得した。
その後フランス・フォーミュラ3選手権にイギリスのボウマン・シャーシで参戦した他、ル・マン24時間レースは1994年に出場。フランス・スーパーツーリズモや、BMW・318isでブラジル・プロトタイプ選手権への出走歴も持つ。

## レース戦歴

### フランス・フォーミュラ3選手権
| 年     | エントラント       | シャーシ      | エンジン           | 1     | 2      | 3     | 4      | 5       | 6       | 7     | 8       | 9     | 10  | 11  | 順位 | ポイント |
| ------ | ------------------ | ------------- | ------------------ | ----- | ------ | ----- | ------ | ------- | ------- | ----- | ------- | ----- | --- | --- | ---- | -------- |
| 1992年 | グラフ・レーシング | ボウマン・BC2 | フォルクスワーゲン | LED 3 | NOG 17 | MAG 9 | DIJ 15 | PAU Ret | ROU Ret | MAG 8 | LEC Ret | ALB 7 | BUG | CET | 13位 | 20       |